# Christian Chmiel
Christian „Blizzard“ Chmiel [ˈkrɪstjan ˈxmjel] (* 9. Januar 1984) ist ein ehemaliger deutscher E-Sportler.

## Werdegang
Chmiel ist neunmaliger deutscher Meister sowie dreimaliger Europameister in dem Computerspiel Counter-Strike und hat an zahlreichen Weltmeisterschaften teilgenommen. Nach einem Jahr beim Clan a-Losers spielte er vier Jahre lang für mousesports, danach wechselte er zu ID Gaming und nach einem kurzen Intermezzo für Team Xilence während des Finales der ESL Pro Series 2007 schließlich zu hoorai. 2008 unterbrach er nach einer missglückten Saison seine Laufbahn für zwei Jahre. Mit dem deutschen Nationalteam gewann er 2005 als Kapitän die Europameisterschaft bei den ESL ENC 2005 sowie 2005 und 2006 den Clanbase EuroCup mit mousesports.
2011 spielte er wieder aktiv für den Clan TBH, 2012 noch einmal für mousesports. Mit dem Umstieg auf Counter-Strike: Global Offensive zog sich Chmiel aus dem E-Sport zurück.
Im September 2015 wurde sein Name durch ein YouTube-Video einem breiteren Publikum bekannt, darin gab sich der deutsche Fußballspieler André Schürrle als Chmiel aus.
Seit Januar 2022 ist er Chief Operating Officer bei der E-Sport-Organisation Berlin International Gaming.

## Erfolge
- ESL Pro Series Deutschland, 1. Platz in den Seasons: 2, 3, 5, 7, 9, 14, 15, 17, 20
- ESL Pro Series Deutschland, 2. Platz in den Seasons: 4, 8, 10
- CPL Winter 2003: 3. Platz
- Electronic Sports World Cup 2004: Top 8
- World e-Sports Games 2005 Season 1: 3. Platz
- ESL ENC 2005 European Championship: 1. Platz
- Clanbase EuroCup XI 2005: 1. Platz
- Clanbase EuroCup XII 2006: 1. Platz
- Electronic Sports World Cup 2005: 3. Platz
- World Cyber Games 2005: Top 8 (CS: Source)
- GGL TransAtlantic Showdown: 2. Platz
- WSVG Intel Summer Championships 2006: 5. Platz
- World Cyber Games 2006: Top 8
- ESL Intel Extreme Masters I: Top 8